# Armée de libération nationale Ta'ang
L'Armée de libération nationale Ta'ang (birman : တအာင်း အမျိုးသား လွတ်မြောက်ရေး တပ်မတော် ; en abrégé TNLA) est une organisation politique et un groupe armé en Birmanie. Il s'agit de la branche armée du Front de libération de l'État de Palaung (PSLF).

## Histoire
Le PSLF trouve ses origines dans le Palaung National Front (PNF), un groupe armé ta'ang fondé en 1963. En 1976, un dirigeant du PNF, Mai Kwan Tong, se sépare avec le soutien de l'Organisation pour l'indépendance kachin (en) (KIO) et forme l'Organisation de libération de l'État de Palaung/Armée de libération de l'État de Palaung (PSLO/PSLA), qui prend rapidement le pas sur le PNF,. Le PSLA mène ensuite une guérilla contre les forces armées de la République socialiste de l'Union de Birmanie. À la fin des années 1980, le groupe est affaibli par l'introduction de nouvelles tactiques de contre-insurrection et la signature d'un accord de cessez-le-feu par la 4e brigade de la KIO, son allié de longue date, qui devient l'Armée de défense kachin (en) et cesse de lui fournir des armes. Le 27 avril 1991, le PSLA accepte de signer un cessez-le-feu avec le Conseil d'État pour la paix et le développement. En réaction, plusieurs de ses membres basés au siège de l'Union nationale karen à Manerplaw, à la frontière entre la Thaïlande et la Birmanie, décident de rejeter la décision de leur organisation mère et forment le 12 janvier 1992 le Front de libération de l'État de Palaung (PSLF) sous la direction de Mai Tin Moung,. Au cours des années suivantes, le PSLO perd progressivement son influence et est finalement contraint par le régime de se désarmer et de se démobiliser en 2005. De nombreux membres du PSLO mécontents rejoignent alors le PSLF et reçoivent une formation des 3e et 4e brigades de l'Armée pour l'indépendance kachin à Laiza.
En octobre 2009, le PSLF tient son troisième congrès et ses dirigeants Tar Aik Bong (en) et Bone Kyaw (en) annoncent la création de l'Armée de libération nationale Ta'ang (TNLA) comme branche armée du PSLF. La TNLA commence alors à opérer dans les zones peuplées de Ta'ang du nord de l'État shan et à s'engager dans des affrontements occasionnels avec la Tatmadaw. Le 9 novembre 2012, elle tient une réunion officieuse avec l'organe de négociation de la junte, le Comité de travail de l'Union pour le rétablissement de la paix, mais les contacts cessent de se développer. La TNLA ne prend pas part par la suite aux négociations de paix avec le gouvernement central, en partie à cause de son manque de confiance dans la capacité de ce dernier à contrôler les actions de l'armée. Elle n'est pas signataire de l'Accord national de cessez-le-feu en 2015, mais rejoint le Comité fédéral de négociation et de consultation politique (en) dirigé par l'United Wa State Army (UWSA). En 2016, elle rejoint l'Alliance du Nord avec l'Armée d'Arakan (AA), l'Armée pour l'indépendance kachin (KIA) et l'Armée de l'Alliance nationale démocratique de Birmanie (MNDAA). En 2019, l'AA, la MNDAA et la TNLA renforcent leur coopération militaire en fondant l'Alliance des Trois Fraternités.
Après le coup d'État de 2021, la TNLA évite d'abord le conflit avec les troupes de la junte et profite de la baisse des combats pour renforcer ses capacités de gouvernance dans le nord de l'État shan. Cependant, le groupe s'"engage indirectement avec le NUG et fournit un soutien aux PDF et aux forces antimilitaires, même si c'est principalement de manière secrète". En décembre 2023, la TNLA prend le contrôle de la zone auto-administrée de Pa Laung (en) après la capture des villes de Namhsan (en) et Mantong (en) dans le cadre de l'opération 1027 pendant la guerre civile en Birmanie,. Le 11 janvier 2024, la junte et l'Alliance des Trois Fraternités conviennent d'un cessez-le-feu négocié par la Chine pour le nord de l'État shan, bien que la trêve reste fragile, les forces rebelles affirmant que les troupes du régime effectuent régulièrement des frappes aériennes et des bombardements dans la région,.
Le 18 juin, la TNLA annonce qu'un de ses combattants est tué et quatre autres sont blessés par une frappe de drone de la junte dans le canton de Nawnghkio (en). Le 25 juin, le groupe déclare qu'il reprend l'opération 1027 en réponse aux violations répétées du cessez-le-feu par la junte et lance des attaques dans les cantons de Nawnghkio et de Kyaukme (en), en coordination avec les unités locales des PDF. Le lendemain, il prend le contrôle de la ville de Nawnghkio (en) et s'empare de plusieurs positions près de Kyaukme (en). Le 28 juin, il capture la ville de Kyaukme et commence à encercler Mogok, s'emparant de plusieurs bases militaires près de la ville. Le 24 juillet 2024, la totalité de Mogok tombe sous son contrôle..

## Structure
Bien qu'en théorie, la TNLA soit censée être simplement le département de la défense du PSLF, dans la pratique, "il y a peu de séparation entre les deux" et "la plupart des responsables du PSLF sont détachés de l'aile armée".
En 2013, la TNLA commence à organiser ses forces armées dans les zones de Ta'ang en cinq bataillons réguliers, plus un dédié au quartier général de défense et aux forces spéciales. Le nombre de bataillons est porté à 7 en 2013 et à 21 en 2015, divisés en 3 brigades et supervisés par deux commandements d'opérations tactiques. En 2024, Tar Hod Plarng, le commandant en chef de la TNLA, affirme que le groupe compte désormais "sept brigades et plus de 30 bataillons".
Le TNLA recrute principalement par le biais d'une politique de conscription qui oblige chaque foyer dans les zones sous son contrôle à fournir au moins un homme. Ceux qui ont beaucoup de fils doivent souvent en fournir deux. Le groupe est également accusé d'enrôler des enfants soldats,.

## Gouvernance
La TNLA est connue pour son opposition au trafic et à la consommation de drogue, qu'elle considère comme une catastrophe sanitaire pour la population locale, et mène des opérations au cours desquelles elle détruit activement les champs de pavot, les raffineries d'héroïne et les laboratoires de méthamphétamine,,,. La TNLA affirme qu'elle arrête régulièrement les trafiquants d'opium et que les stupéfiants saisis sont brûlés publiquement lors d'occasions spéciales pour dissuader le trafic de drogue. En août 2012, une réunion du Comité central du PSLF met en place un plan quinquennal pour l'éradication des drogues et en 2014, le groupe affirme avoir été "capable de détruire plus de 1 000 acres de fermes d'opium dans les régions de Ta'ang" en deux ans. Le groupe arrête régulièrement des consommateurs de drogue et les envoie dans des "centres de détention" afin de les couper de leurs dépendances. Ils tentent également de décourager les agriculteurs locaux de continuer à cultiver le pavot en leur proposant des programmes de substitution de cultures et des microfinancements sans intérêt.
Dans les zones qu'il contrôle, le PSLF met en place une bureaucratie de 1 500 agents, répartis en treize départements. Beaucoup de ces administrateurs de rang inférieur sont des membres de l'appareil administratif de la junte qui sont assimilés par la TNLA lorsqu'elle prend le contrôle de leurs villages. Ce réseau administratif comprend "un bureau central, cinq bureaux au niveau du district, dix-huit bureaux au niveau du canton et bien d'autres au niveau du village". La TNLA met en place sa propre force de police depuis 2018 pour maintenir l'ordre public. Le groupe gère également un système judiciaire parallèle avec des tribunaux et des prisons dédiés en recrutant des fonctionnaires et des avocats qui cherchent refuge sur son territoire après avoir fait défection de la junte. En juin 2023, la TNLA annonce qu'elle établira des zones de réserve forestière pour empêcher la déforestation et préserver les espèces locales.
En matière d'éducation, la TNLA met en place son propre système éducatif en partenariat avec des groupes locaux de la société civile et des travailleurs du NUG, sous l'égide du Comité national d'éducation de Ta'ang (TNEC). En 2023, le comité déclare qu'il gère plus de 420 écoles, dispensant une éducation à environ 25 000 élèves.
La TNLA tire une grande partie de ses revenus des taxes sur le transport de biens et de personnes. Une autre source importante de financement du groupe est le paiement de frais par les entrepreneurs chinois qui mènent des projets d'infrastructure dans la région en échange de la garantie de leur libre accès et de leur sécurité. La TNLA est également accusée de gagner de l'argent en taxant le marché local de la drogue, malgré sa position antidrogue. La résistance de certains habitants à payer des taxes au groupe conduit ses membres à kidnapper des résistants et à les détenir jusqu'à ce qu'une rançon soit versée.

## Conflit armé
Depuis sa création, la TNLA est fréquemment impliquée dans des affrontements avec les milices armées locales établies par la junte du Conseil d'État pour la paix et le développement, qui sont souvent impliquées dans le trafic de drogue.
De 2009 à 2011, les tentatives plus agressives de la Tatmadaw pour subordonner les groupes de la région conduisent à une augmentation des affrontements directs avec la TNLA, ainsi qu'avec la KIA et la MNDAA. Les combats entre la TNLA et les troupes gouvernementales atteignent ensuite un nouveau sommet en 2013 et 2014, entraînant la mort de 200 personnes et le déplacement de plus de 4 000 habitants. En novembre 2016, les forces de l'Alliance du Nord lancent des attaques coordonnées contre des cibles militaires dans le nord de l'État shan et prennent brièvement le contrôle d'une partie de l'autoroute Mandalay-Muse. En novembre 2017, la TNLA attaque deux bases de l'armée birmane à Namhsan.
Après avoir rejoint l'Accord national de cessez-le-feu en octobre 2015, le RCSS/Armée de l'État shan - Sud (en) commence à étendre ses opérations vers la frontière chinoise, empiétant ainsi sur les territoires contrôlés par la TNLA. Les hostilités entre les deux groupes éclatent en novembre 2015 après que les forces du RCSS tendent une embuscade aux soldats de la TNLA près de Namkham,. Les deux groupes se livrent à des escarmouches régulières au cours des années suivantes,. Fin 2020, les combats s'intensifient à nouveau. En 2021, le TNLA, en coopération avec le Parti du progrès de l'État shan (en) (SSPP), réussit à enregistrer des gains contre les troupes du RCSS, les forçant à se retirer au sud de l'autoroute Mandalay-Muse avant de les repousser vers leurs bastions près de la frontière entre la Thaïlande et la Birmanie.

## Alliances
La TNLA est depuis longtemps alliée au KIO/KIA, avec lequel elle entretient des liens étroits et coopère militairement. Cependant, ces dernières années, le groupe se tourne de plus en plus vers le SSPP, qui combat à ses côtés contre le RCSS, ainsi que vers l'UWSA, qui lui fournit des armes. En mai 2018, la TNLA ouvre son premier bureau de liaison à Pangkham (en), la capitale de facto de l'État Wa. Ce revirement entraîne une détérioration des relations avec la KIA, couplée à des accusations mutuelles de mauvais traitements envers les populations locales. Des tensions avec le SSPP concernant le contrôle et l'administration des territoires libérés de la junte apparaissent également à plusieurs reprises.